# Státní komorní orchestr Žilina
Státní komorní orchestr Žilina (v originále Štátny komorný orchester Žilina, ve zkratce ŠKO) je jediný orchestr mozartovského typu na Slovensku.

## Historie
Orchestr vznikl roku 1974 v Žilině. Měl 35 členů, převážně absolventů hudebních akademií v Praze, Brně a Bratislavě. Prvním šéfdirigentem byl Eduard Fischer a po něm Jan Valta (od 1976 druhý dirigent, 1984–1990 šéfdirigent).
V roce 1977 získal orchestr mezinárodní uznání, když se stal festivalovým orchestrem na Salzburger Festspiele. Krátce nato dostal pozvání na Pražské jaro. Následovaly koncerty na mnoha festivalech v celé Evropě (Wiener Festwochen, Haydnův festival ve Vídni, Sofijské hudební týdny, Festa Musica Pro v Assisi, Katalánský festival, Festival El Djem v Tunisu, Festival de Bonaguil ve Francii, Hudba ve starém Krakově, Jarní festival Budapešť, Bratislavské hudební slavnosti, Melos étos v Bratislavě, Mozartfest Schwetzingen, Festival slovanské hudby na Kypru, Schleswig-Holstein Festival, Festival de Manaus v Brazílii, Vlámský festival v Belgii, Aspekte Salzburg, Johann Strauss Festival ve Vídni, Bodensee Festival v Švýcarsku, Mezinárodní hudební festival v Ankaře a jiné).
Orchestr uskutečnil více než dva tisíce koncertů, a to jak v Evropě, tak také v Tunisku, Japonsku, USA a v Brazílii. Vystoupil například v Musikverein a Konzerthaus ve Vídni, Dům umělců v Praze, Tonhalle Düsseldorf, Komická opera v Berlíně, Katedrála Sv. Františka v Assisi, Velký sál Petrohradské filharmonie, Palác hudby v Barceloně, Teatro Arriaga Bilbao, Concertgebouw v Amsterdamu, Symphony Hall Osaka, Metropolitan Art Hall Tokyo, Královská opera v Bruselu, Teatro Abadia Madrid.
S orchestrem účinkovali mnozí známí umělci, např. dirigenti Claus Peter Flor, Ondrej Lenárd, Oliver Dohnányi, Matthias Manasi, Leoš Svárovský, Vladimír Válek, Ľudovít Rajter, Petr Vronský, Eve Queler, Peter Maag, Tsugio Maeda, Vincent La Selva, Marco Armiliato, Christian Benda, Dwight Bennett, Urs Schneider, Christian Pollack, Herman Engels, Peter Breiner, Bartholomeus Henri Van de Velde, Alexander Schwinck, Georg Mais, Volker Schmidt Gertenbach, Mika Eichenholz, Vladimír Kiradjiev, Kirk Trevor, Peter Wallinger, Jeannot Weimerskirch, Ernst Märzendorfer, Martin Sieghardt, Stefan Lano, Theodore Kuchar, sólisté Igor Oistrach, Narciso Yepes, André Gertler, Václav Hudeček, Liana Issakadze, Jindřich Pazdera, Marián Lapšanský, Peter Toperczer, Eugen Indjic, Till Felner, Michael Kofler, Peter Dvorský, Sergej Kopčák, Michal Sénéchal, Stefan Elenka, Edita Gruberová, Gabriela Beňačková, Magdaléna Kožená, Ľuba Orgonášová, Ľubica Rybářská, Magdaléna Hajóssyová, Izabela Labuda, Martin Babjak, Peter Mikuláš, Benno Schollum, Ildikó Raimondi nebo Olivia Stapp.
Orchestr vytvořil mnoho nahrávek s díly Vivaldiho, Telemanna, Mozarta, Haydna, Hummela, Verdiho, Respighiho, Bohuslava Martinů, Antonín Dvořáka, Johanna Strausse a českých i slovenských skladatelů. Spolupracoval s hudebními vydavatelstvími Opus, Donau, Naxos, Brilliant Classics či BMG.

## Současnost
Šéfdirigentem orchestru je od sezony 2004/5 Oliver Dohnányi, který současně působí i jako šéfdirigent Opery Národního divadla v Praze. Čestným šéfdirigentem orchestru je japonský dirigent Tsugio Maeda.